# Sam Sulek
Samuel Bishop Sulek (Delaware, Ohio, 7. veljače 2002.), poznatiji kao Sam Sulek, američki je YouTuber, fitness influencer i profesionalni bodybuilder u IFBB-ovoj Profesionalnoj ligi. Postao je poznat 2023. godine sa svojom serijom videozapisa Spring Bulk na YouTubeu.
Na YouTubeu ima 4,2 milijuna, a na Instagramu 6,7 milijuna pratitelja.

## Život i karijera na društvenim mrežama
Rođen je 7. veljače 2002. godine u Delawareu, Ohio, SAD.
Pohađao je Srednju školu Rutherford B. Hayes u Delawareu, gdje je počeo natjecateljski skakati u vodu na ljeto prije treće godine srednje škole. Počeo je pohađati Sveučilište Miami 2020. godine, gdje se također pridružio školskome timu za skakanje u vodu, a od 2023. godine studira strojarstvo.
Počeo je objavljivati videozapise svojih posjeta teretani u siječnju 2023. godine. Od početka objavljivanja do 2024. godine, svi njegovi videozapisi slijede isti format, prikazujući ga kako govori u automobilu na putu do teretane, njegov trening u teretani, a zatim ponovno kako govori u automobilu. Do 2024. godine imao je više od tri milijuna pretplatnika na YouTubeu i više od 5,7 milijuna pratitelja na Instagramu.

## Ugled
Chris Almeida napisao je za The New York Times da je Sulek »[odabrao] viziju i [da je se] drži« vjerujući svojim gledateljima te da je »postao fascinantna osoba ne samo zato što je fizički masivan i prilično šarmantan, već i zbog svoje gotovo prkosne predanosti lo-fi strategiji« na YouTubeu. Stephen Buranyi nazvao je u The Guardianu Suleka »trenutnim kraljem« fitness influencera u 2024. godini i »savršenim primjerom influencera« zbog njegove pristupačnosti, poniznosti, normalnosti i izravnosti, također napisavši da je »možda najmišićavija osoba [koju je] ikada vidio«. Eliana Riley nazvala ga je u The Miami Studentu »jednim od trenutno najvećih influencera u teretani na društvenim mrežama«. Dylan Wolf napisao je za Generation Iron da je Sulek »vjerojatno najpopularniji influencer u trenutnoj fitness industriji« u 2024. godini i da je »poznat po svojoj jednostavnosti, teškome dizanju i nevjerojatnoj tjelesnoj građi«. Bodybuilder Chris Bumstead pohvalio je Suleka 2023. godine rekavši da »preuzima svijet« u bodybuildingu.
Sulek se također suočio s optužbama za korištenje anaboličkih steroida, uključujući optužbe bodybuildera Víctora Martíneza i podcastera Joea Rogana, a Stephen Buranyi primijetio je 2024. godine za The Guardian da je on »osoba koju su najčešće spominjali mladići [koji koriste steroide] s kojima [je] razgovarao«. Sulek je suptilno potvrdio svoju upotrebu steroidā u videu u travnju 2024., rekavši: »to bi trebalo biti prilično očito. Ako netko nije sam došao do toga zaključka gledajući ove videozapise, onda… uf.«

## Karijera ubodybuildingu

### Amaterskibodybuilding
U veljači 2025. godine Sulek je najavio da će se natjecati na svome prvom bodybuilding šouu, NPC-ovu Legends Classicu 2025., u diviziji Classic Physique. Osvojio je svoj natjecateljski debi u bodybuildingu, osvojivši sveukupno prvo mjesto u diviziji Classic Physique i stekavši kvalifikacije za NPC-ov Arnold Amateur 2025. godine.
Natjecao se na NPC-ovu Arnold Amateuru 2025., pobijedivši u amaterskome natjecanju Classic Physique Overall i tako zaradivši svoju IFBB Pro Card, čime je službeno postao profesionalni bodybuilder.

### Povijest natjecanja
- 1. mjesto – NPC-ov Legends Classic 2025., Classic Physique, Las Vegas, Nevada.[16]
- 1. mjesto – NPC-ov Arnold Amateur 2025., Classic Physique, Columbus, Ohio[14] (stekao IFBB Pro Card).[17]